# Waspán
Waspán, noto anche come Waspam, è un comune del Nicaragua facente parte della Regione Autonoma Atlantico Nord.